# 泰族自治区
泰族自治区（越南语：／，簡稱TAT），是越南西北部一个已不存在的泰族自治区，大致统治今日莱州、山罗、奠边等地。其首府位于今日越南莱州省丰收县。其泰語名字為西雙楚泰（皇家轉寫：Sip Song Chau Thai，泰語發音：[sìp sɔ̌ːŋ t͡ɕ  ā w tʰāj]），又譯拾宋早再，即泰族十二州之意。
该自治区原被称作泰处，1947年更名为泰联邦（法語：Fédération Thaï），1948年又改名为泰族自治区。

## 历史
泰族十二州的首领为出自刁氏土司。刁氏世代据守莱州之地，且刁氏祖先是勐泐召片領叭真的一個王子，而与云南西双版纳勐泐土司有千丝万缕的关系。刁氏祖先原姓刀，为猛梭寨土司，曾于1640年接受明朝崇祯帝的册封，成为世袭土司。后来，刁氏土司同时接受越南后黎朝、阮朝和中国清朝的任命。
1885年，刁氏土酋刁文持趁中法战争之机割据自立，俨然成为一个独立的国家。中法战争结束后，猛梭寨、猛赖寨、猛蚌寨被划入法属印度支那联邦。此后，刁文持响应咸宜帝的勤王运动。尊室说逃亡清朝的途中，曾被刁文持收留。1887年，刁文持与黑旗军余党联合，攻破琅勃拉邦王国，其势力一度十分强大。为了保证法国在越南、老挝的殖民统治，殖民政府于1890年任命刁文持为泰族十二州的世袭官员，先后担任知州、管道等官职。刁氏土司在泰族人和法国殖民政府的鸦片批发贸易中获得巨大利润。
1945年，越南帝国成立的时候，刁氏土酋首领刁文龙流亡老挝，但在日本投降之后又回到了莱州。在1946年的法越战争期间，刁文龙支持法国殖民政府。
1948年7月，泰族自治区正式成立，首府设在丰收州（今莱州省丰收县）。泰语和法语是自治区的两种官方语言。
1950年4月15日，越南国国长保大发布第6号上谕，在西原高原成立皇朝疆土，并将泰族自治区列入皇朝疆土的范围。
1955年，就在法国于奠边府战役失败后不久，刁文龙流亡法国。4月29日，越南民主共和国在泰族自治区所辖山罗省和莱州省建立了西北自治区。

## 辖境
泰族自治区辖境内共有十二个勐，分别是：
1. 芒梭（即猛梭寨，今莱州省丰收县）
2. 芒齊（今莱州省芒齐县）
3. 芒Sát
4. 芒Ma
5. 芒莱（今奠边省芒萊市社）
6. 芒顫（今屬山羅省瓊崖縣）
7. 芒Chăn
8. 芒申（今属莱州省申渊县）
9. 芒Quài
10. 芒青（今奠边府市）
11. 芒Muổi
12. 芒爐（今安沛省義路市社）

## 历代首领及统治时间

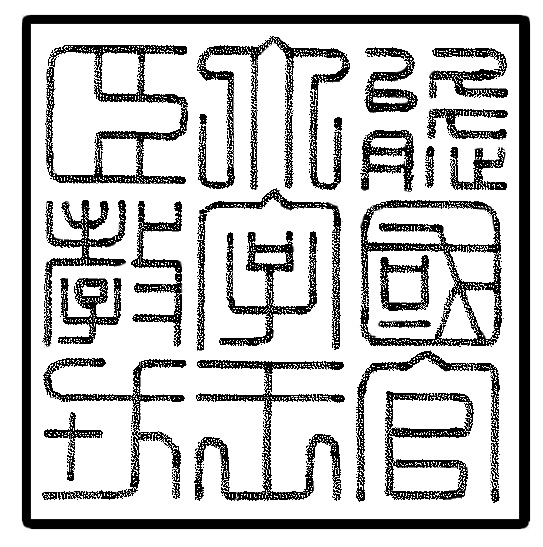
法属印度支那殖民政府授予刁氏土司的印信

- 刁琴公 (1600 - 1675)
- 刁金吉 (? - ?)
- 刁文安 (? - 1869)
- 刁文撑 (1869 - 1878)
- 刁文持 (1878 - 1908)
- 刁文抗 (1908 - 1927)
- 刁文龙 (1927 - 1975)
- 刁娘思 (1975 - 2008)